# Pat Conroy

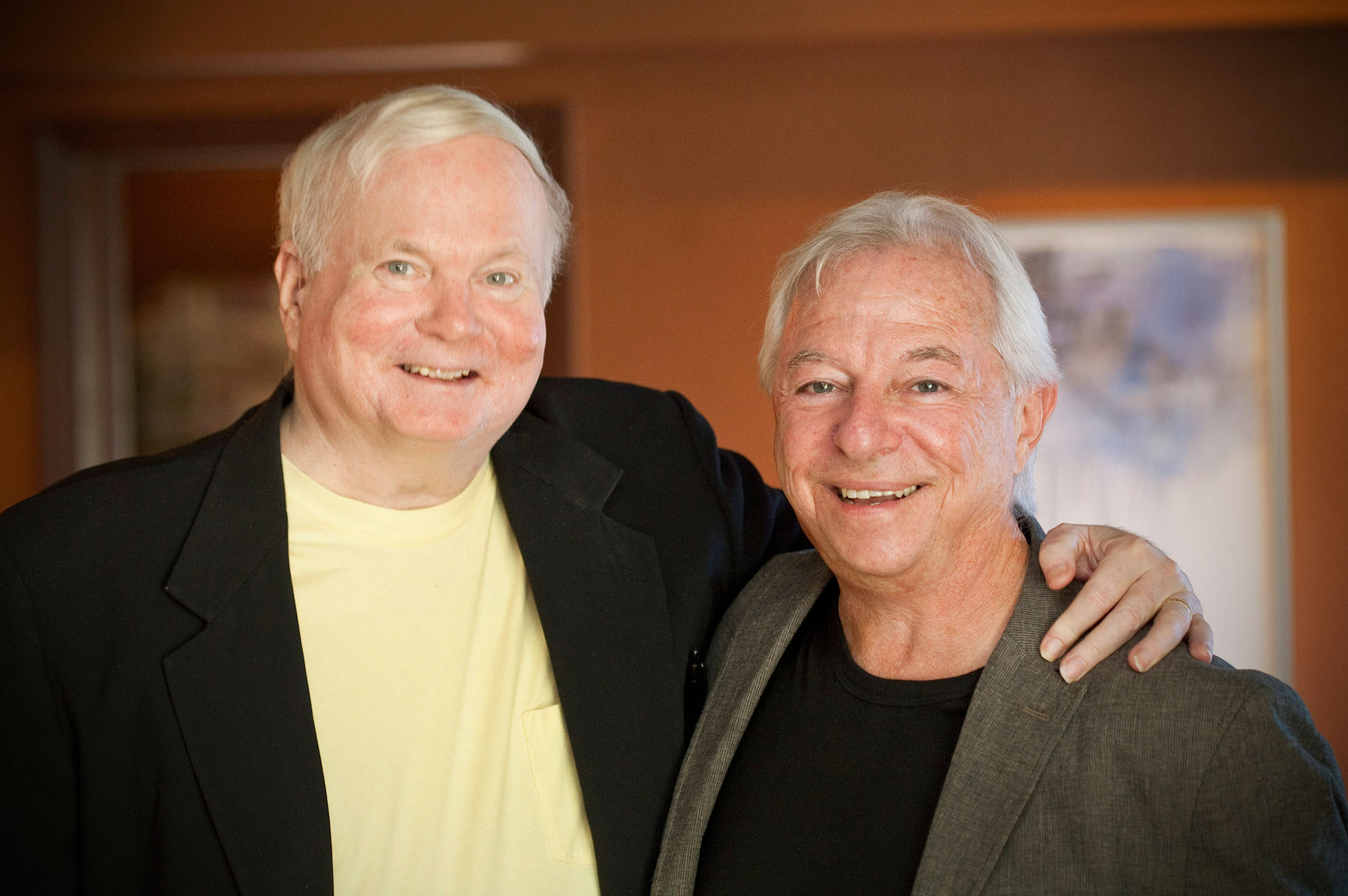
Pat Conroy und Tom Poland 2013

Donald Patrick Conroy (* 26. Oktober 1945 in Atlanta, Georgia; † 4. März 2016 in Beaufort, South Carolina) war ein US-amerikanischer Schriftsteller.

## Leben
Conroy wuchs als ältestes von sieben Geschwistern einer Soldatenfamilie auf. Die Erziehung durch seinen brutalen Vater prägte mehrere seiner fiktionalen wie autobiographischen Veröffentlichungen; so bilden seine Kindheit und Jugend die Grundlage für den Roman The Great Santini, der 1979 verfilmt wurde.
Conroy studierte an der Citadel Military Academy in Charleston, South Carolina. 1967 machte er dort seinen Bachelor im Fach Englisch. Diese Zeit verarbeitete er in The Boo, seinem ersten Roman. Auch die Werke The Lords of Discipline (dt. Stolz und Ehre) und My Losing Season – a memoir entstanden vor dem Hintergrund dieser Zeit. Nach dem Abschluss an der Militärakademie nahm Conroy eine Stelle als Lehrer an einer Zwergschule auf einer Insel South Carolinas an, aus der man ihm zum Ende des ersten Jahres wegen seiner Lehrmethoden, die man als unkonventionell ansah und seiner Weigerung, Körperstrafen zu vollziehen, entließ. Diese Erfahrung verarbeitete er in dem Roman (The Water Is Wide) (dt.  Trennende Wasser), auf dessen Grundlage 1974 der Kinofilm Abschied von einer Insel mit Jon Voight in der Hauptrolle entstand. 2006 entstand aus dem Stoff die Fernsehproduktion Weites Wasser. Der Roman Der Roman wurde von der  National Education Association auszeichnet und erhielt den Anisfield-Wolf Book Award.
Der Roman Die Herren der Insel (The Prince of Tides) bedeutete mit mehr als 350.000 verkauften Exemplaren Conroys Durchbruch als Schriftsteller. Für das Drehbuch zur Romanverfilmung Herr der Gezeiten, das auf diesem Roman basiert, war Conroy gemeinsam mit Becky Johnston für den Oscar in der Kategorie Bestes adaptiertes Drehbuch nominiert. Die beiden erhielten außerdem eine Nominierung der Writers Guild of America.
Conroy lebte mit seiner dritten Ehefrau, Cassanda King, in Beaufort. Er starb an den Folgen von Bauchspeicheldrüsenkrebs und wurde von vier eigenen Töchtern und fünf Stiefkindern überlebt.

## Werke (Auswahl)
- Die Herren der Insel, Bergisch Gladbach: Lübbe 1987, ISBN 3-7857-0464-X.
- Der große Santini, Bergisch Gladbach: Lübbe 1991, ISBN 3-404-11747-6.
- Trennende Wasser, Bergisch Gladbach: Lübbe 1993, ISBN 3-404-11924-X.
- Stolz und Ehre, Bergisch Gladbach: Lübbe 1994, ISBN 3-404-12146-5.
- Beach Music, Bergisch Gladbach: Lübbe 1996, ISBN 3-7857-0817-3.
- Der Gesang des Meeres, Bergisch Gladbach: Lübbe 1998, ISBN 3-404-12801-X.
- The Pat Conroy Cookbook: Recipes and Stories of My Life, 1999.
- My Reading Life, 2010.
- South of Broad: A Novel, 2010
- The Death of Santini: The Story of a Father and His Son, 2013.
- A Lowcountry Heart: Reflections on a Writing Life, 2017

## Filmografie (Auswahl)
- 1974: Abschied von einer Insel (Conrack, literarische Vorlage)
- 1979: Der große Santini (The Great Santini, literarische Vorlage)
- 1983: Verflucht sei, was stark macht (The Lords of Discipline, literarische Vorlage)
- 1989: Alabama – Saat des Hasses (Unconquered, Drehbuch)
- 1991: Herr der Gezeiten (The Prince of Tides, literarische Vorlage und Drehbuch)
- 2006: Weites Wasser (The Water Is Wide, literarische Vorlage)